# Гербы и флаги Гатчинского района
В Гатчинском районе Ленинградской области имеются официально зарегистрированные гербы и флаги. Свою символику имеют почти все поселения района, а также два находящихся в районе города — Гатчина и Коммунар.

## Гатчинский район
| Гатчинский район                                              | Гатчинский район | Гатчинский район                                              | Гатчинский район | Гатчинский район | Гатчинский район |
| ------------------------------------------------------------- | --- | ------------------------------------------------------------- | ---------------- | --- | ---------------- |
| Герб                                                          | Герб | Герб                                                          | Флаг             | Флаг | Флаг             |
| Изображение                                                   | Описание | Дата принятия                                                 | Изображение      | Описание | Дата принятия    |
|                                                               | В лазоревом поле на червлёной трижды выщербленной и завершённой серебром оконечностью — серебряное здание, подобное античному храму, с флюгером в виде райской птицы на шпиле; здание сопровождено внизу двумя расходящимися золотыми охотничьими рогами, из которых выходят справа — золотой хвойный побег, слева — золотая головка колоса, наклонённые друг у другу и сопровождающие здание по сторонам | 23 апреля 2003                                                |                  | Прямоугольное полотнище с отношением высоты к длине 2:3, воспроизводящее композицию герба. Полотнище состоит из двух горизонтальных полос синего (вверху) и красного (внизу) цветов, разделённых чешуйчато волнистой (с тремя волнами) белой полосой (максимальная ширина синей полосы — 3/4 от высоты полотнища, ширина белой полосы — 1/10 от высоты полотнища); в центре синей полосы — фигуры из герба района: белое здание с райской птицей-флюгером на шпиле, сопровождённое снизу двумя расходящимися жёлтыми охотничьими рогами, а по сторонам — выходящими из рогов хвойной ветвью (к древку) и колосом | 23 апреля 2003   |
| Принявший орган                                               | В лазоревом поле на червлёной трижды выщербленной и завершённой серебром оконечностью — серебряное здание, подобное античному храму, с флюгером в виде райской птицы на шпиле; здание сопровождено внизу двумя расходящимися золотыми охотничьими рогами, из которых выходят справа — золотой хвойный побег, слева — золотая головка колоса, наклонённые друг у другу и сопровождающие здание по сторонам | Принявший орган                                               |                  | Прямоугольное полотнище с отношением высоты к длине 2:3, воспроизводящее композицию герба. Полотнище состоит из двух горизонтальных полос синего (вверху) и красного (внизу) цветов, разделённых чешуйчато волнистой (с тремя волнами) белой полосой (максимальная ширина синей полосы — 3/4 от высоты полотнища, ширина белой полосы — 1/10 от высоты полотнища); в центре синей полосы — фигуры из герба района: белое здание с райской птицей-флюгером на шпиле, сопровождённое снизу двумя расходящимися жёлтыми охотничьими рогами, а по сторонам — выходящими из рогов хвойной ветвью (к древку) и колосом |                  |
| Совет депутатов муниципального образования «Гатчинский район» | В лазоревом поле на червлёной трижды выщербленной и завершённой серебром оконечностью — серебряное здание, подобное античному храму, с флюгером в виде райской птицы на шпиле; здание сопровождено внизу двумя расходящимися золотыми охотничьими рогами, из которых выходят справа — золотой хвойный побег, слева — золотая головка колоса, наклонённые друг у другу и сопровождающие здание по сторонам | Совет депутатов муниципального образования «Гатчинский район» |                  | Прямоугольное полотнище с отношением высоты к длине 2:3, воспроизводящее композицию герба. Полотнище состоит из двух горизонтальных полос синего (вверху) и красного (внизу) цветов, разделённых чешуйчато волнистой (с тремя волнами) белой полосой (максимальная ширина синей полосы — 3/4 от высоты полотнища, ширина белой полосы — 1/10 от высоты полотнища); в центре синей полосы — фигуры из герба района: белое здание с райской птицей-флюгером на шпиле, сопровождённое снизу двумя расходящимися жёлтыми охотничьими рогами, а по сторонам — выходящими из рогов хвойной ветвью (к древку) и колосом |                  |
| Номер в геральдическом регистре                               | В лазоревом поле на червлёной трижды выщербленной и завершённой серебром оконечностью — серебряное здание, подобное античному храму, с флюгером в виде райской птицы на шпиле; здание сопровождено внизу двумя расходящимися золотыми охотничьими рогами, из которых выходят справа — золотой хвойный побег, слева — золотая головка колоса, наклонённые друг у другу и сопровождающие здание по сторонам | Номер в геральдическом регистре                               |                  | Прямоугольное полотнище с отношением высоты к длине 2:3, воспроизводящее композицию герба. Полотнище состоит из двух горизонтальных полос синего (вверху) и красного (внизу) цветов, разделённых чешуйчато волнистой (с тремя волнами) белой полосой (максимальная ширина синей полосы — 3/4 от высоты полотнища, ширина белой полосы — 1/10 от высоты полотнища); в центре синей полосы — фигуры из герба района: белое здание с райской птицей-флюгером на шпиле, сопровождённое снизу двумя расходящимися жёлтыми охотничьими рогами, а по сторонам — выходящими из рогов хвойной ветвью (к древку) и колосом |                  |
| 1352                                                          | В лазоревом поле на червлёной трижды выщербленной и завершённой серебром оконечностью — серебряное здание, подобное античному храму, с флюгером в виде райской птицы на шпиле; здание сопровождено внизу двумя расходящимися золотыми охотничьими рогами, из которых выходят справа — золотой хвойный побег, слева — золотая головка колоса, наклонённые друг у другу и сопровождающие здание по сторонам | 1353                                                          |                  | Прямоугольное полотнище с отношением высоты к длине 2:3, воспроизводящее композицию герба. Полотнище состоит из двух горизонтальных полос синего (вверху) и красного (внизу) цветов, разделённых чешуйчато волнистой (с тремя волнами) белой полосой (максимальная ширина синей полосы — 3/4 от высоты полотнища, ширина белой полосы — 1/10 от высоты полотнища); в центре синей полосы — фигуры из герба района: белое здание с райской птицей-флюгером на шпиле, сопровождённое снизу двумя расходящимися жёлтыми охотничьими рогами, а по сторонам — выходящими из рогов хвойной ветвью (к древку) и колосом |                  |

### Поселения Гатчинского района
| Большеколпанское сельское поселение    | Большеколпанское сельское поселение | Большеколпанское сельское поселение    | Большеколпанское сельское поселение | Большеколпанское сельское поселение | Большеколпанское сельское поселение |
| -------------------------------------- | --- | -------------------------------------- | ----------------------------------- | --- | ----------------------------------- |
| Герб                                   | Герб | Герб                                   | Флаг                                | Флаг | Флаг                                |
| Изображение                            | Описание | Дата принятия                          | Изображение                         | Описание | Дата принятия                       |
|                                        | В золотом поле вписанный лазоревый четырёхконечный прямой вырубной крест. Поверх всего — серебряный летящий лебедь с распростёртыми крыльями, сопровождаемый внизу такой же раскрытой книгой | 22 сентября 2006                       |                                     | Прямоугольное полотнище с отношением ширины флага к длине — 2:3, воспроизводящее композицию герба МО Большеколпановское СП в синем, жёлтом и белом цветах | 22 сентября 2006                    |
| Принявший орган                        | В золотом поле вписанный лазоревый четырёхконечный прямой вырубной крест. Поверх всего — серебряный летящий лебедь с распростёртыми крыльями, сопровождаемый внизу такой же раскрытой книгой | Принявший орган                        |                                     | Прямоугольное полотнище с отношением ширины флага к длине — 2:3, воспроизводящее композицию герба МО Большеколпановское СП в синем, жёлтом и белом цветах |                                     |
| Совет депутатов МО Большеколпанское СП | В золотом поле вписанный лазоревый четырёхконечный прямой вырубной крест. Поверх всего — серебряный летящий лебедь с распростёртыми крыльями, сопровождаемый внизу такой же раскрытой книгой | Совет депутатов МО Большеколпанское СП |                                     | Прямоугольное полотнище с отношением ширины флага к длине — 2:3, воспроизводящее композицию герба МО Большеколпановское СП в синем, жёлтом и белом цветах |                                     |
| Номер в геральдическом регистре        | В золотом поле вписанный лазоревый четырёхконечный прямой вырубной крест. Поверх всего — серебряный летящий лебедь с распростёртыми крыльями, сопровождаемый внизу такой же раскрытой книгой | Номер в геральдическом регистре        |                                     | Прямоугольное полотнище с отношением ширины флага к длине — 2:3, воспроизводящее композицию герба МО Большеколпановское СП в синем, жёлтом и белом цветах |                                     |
| 2463                                   | В золотом поле вписанный лазоревый четырёхконечный прямой вырубной крест. Поверх всего — серебряный летящий лебедь с распростёртыми крыльями, сопровождаемый внизу такой же раскрытой книгой | 2464                                   |                                     | Прямоугольное полотнище с отношением ширины флага к длине — 2:3, воспроизводящее композицию герба МО Большеколпановское СП в синем, жёлтом и белом цветах |                                     |

| Веревское сельское поселение    | Веревское сельское поселение                                                                                       | Веревское сельское поселение    | Веревское сельское поселение | Веревское сельское поселение | Веревское сельское поселение |
| ------------------------------- | --- | ------------------------------- | ---------------------------- | --- | ---------------------------- |
| Герб                            | Герб | Герб                            | Флаг                         | Флаг | Флаг                         |
| Изображение                     | Описание | Дата принятия                   | Изображение                  | Описание | Дата принятия                |
|                                 | В чёрном поле, усеянном золотыми семенами овса — серебряная, прыгающая в правую перевязь, выдра с червлёным языком | 31 января 2008                  |                              | Прямоугольное полотнище с отношением ширины флага к длине — 2:3, воспроизводящее композицию герба МО Веревское СП в красном, жёлтом и белом цветах | 31 января 2008               |
| Принявший орган                 | В чёрном поле, усеянном золотыми семенами овса — серебряная, прыгающая в правую перевязь, выдра с червлёным языком | Принявший орган                 |                              | Прямоугольное полотнище с отношением ширины флага к длине — 2:3, воспроизводящее композицию герба МО Веревское СП в красном, жёлтом и белом цветах |                              |
| Совет депутатов МО Веревское СП | В чёрном поле, усеянном золотыми семенами овса — серебряная, прыгающая в правую перевязь, выдра с червлёным языком | Совет депутатов МО Веревское СП |                              | Прямоугольное полотнище с отношением ширины флага к длине — 2:3, воспроизводящее композицию герба МО Веревское СП в красном, жёлтом и белом цветах |                              |
| Номер в геральдическом регистре | В чёрном поле, усеянном золотыми семенами овса — серебряная, прыгающая в правую перевязь, выдра с червлёным языком | Номер в геральдическом регистре |                              | Прямоугольное полотнище с отношением ширины флага к длине — 2:3, воспроизводящее композицию герба МО Веревское СП в красном, жёлтом и белом цветах |                              |
| 3791                            | В чёрном поле, усеянном золотыми семенами овса — серебряная, прыгающая в правую перевязь, выдра с червлёным языком | 3792                            |                              | Прямоугольное полотнище с отношением ширины флага к длине — 2:3, воспроизводящее композицию герба МО Веревское СП в красном, жёлтом и белом цветах |                              |

| Войсковицкое сельское поселение    | Войсковицкое сельское поселение | Войсковицкое сельское поселение    | Войсковицкое сельское поселение | Войсковицкое сельское поселение | Войсковицкое сельское поселение |
| ---------------------------------- | --- | ---------------------------------- | ------------------------------- | --- | ------------------------------- |
| Герб                               | Герб | Герб                               | Флаг                            | Флаг | Флаг                            |
| Изображение                        | Описание | Дата принятия                      | Изображение                     | Описание | Дата принятия                   |
|                                    | В зелёном щите с червлёной треугольной оконечностью окаймлённой серебряным узким стропилом и обременённой серебряным равноконечным прямым вырубным крестом — золотой охотничий рог, дамасцированный чернью, сопровождаемый вверху золотой оторванной львиной головой с золотым же языком | 26 октября 2006                    |                                 | Прямоугольное полотнище с отношением ширины флага к длине — 2:3, воспроизводящее композицию герба МО Войсковицкое СП в зелёном, красном, белом, чёрном и жёлтом цветах | 26 октября 2006                 |
| Принявший орган                    | В зелёном щите с червлёной треугольной оконечностью окаймлённой серебряным узким стропилом и обременённой серебряным равноконечным прямым вырубным крестом — золотой охотничий рог, дамасцированный чернью, сопровождаемый вверху золотой оторванной львиной головой с золотым же языком | Принявший орган                    |                                 | Прямоугольное полотнище с отношением ширины флага к длине — 2:3, воспроизводящее композицию герба МО Войсковицкое СП в зелёном, красном, белом, чёрном и жёлтом цветах |                                 |
| Совет депутатов МО Войсковицкое СП | В зелёном щите с червлёной треугольной оконечностью окаймлённой серебряным узким стропилом и обременённой серебряным равноконечным прямым вырубным крестом — золотой охотничий рог, дамасцированный чернью, сопровождаемый вверху золотой оторванной львиной головой с золотым же языком | Совет депутатов МО Войсковицкое СП |                                 | Прямоугольное полотнище с отношением ширины флага к длине — 2:3, воспроизводящее композицию герба МО Войсковицкое СП в зелёном, красном, белом, чёрном и жёлтом цветах |                                 |
| Номер в геральдическом регистре    | В зелёном щите с червлёной треугольной оконечностью окаймлённой серебряным узким стропилом и обременённой серебряным равноконечным прямым вырубным крестом — золотой охотничий рог, дамасцированный чернью, сопровождаемый вверху золотой оторванной львиной головой с золотым же языком | Номер в геральдическом регистре    |                                 | Прямоугольное полотнище с отношением ширины флага к длине — 2:3, воспроизводящее композицию герба МО Войсковицкое СП в зелёном, красном, белом, чёрном и жёлтом цветах |                                 |
| 3702                               | В зелёном щите с червлёной треугольной оконечностью окаймлённой серебряным узким стропилом и обременённой серебряным равноконечным прямым вырубным крестом — золотой охотничий рог, дамасцированный чернью, сопровождаемый вверху золотой оторванной львиной головой с золотым же языком | 2703                               |                                 | Прямоугольное полотнище с отношением ширины флага к длине — 2:3, воспроизводящее композицию герба МО Войсковицкое СП в зелёном, красном, белом, чёрном и жёлтом цветах |                                 |

| Вырицкое городское поселение    | Вырицкое городское поселение | Вырицкое городское поселение    | Вырицкое городское поселение | Вырицкое городское поселение | Вырицкое городское поселение |
| ------------------------------- | --- | ------------------------------- | ---------------------------- | --- | ---------------------------- |
| Герб                            | Герб | Герб                            | Флаг                         | Флаг | Флаг                         |
| Изображение                     | Описание | Дата принятия                   | Изображение                  | Описание | Дата принятия                |
|                                 | В серебряном поле с лазоревой оконечностью наподобие трёх бурных бегущих вправо волн — вписанные ажурные ворота, украшенные многочисленными васильками. Все фигуры — лазоревые | 30 ноября 2006                  |                              | Прямоугольное полотнище с отношением ширины флага к длине — 2:3, воспроизводящее композицию герба МО Вырицкое ГП в синем и белом цветах | 30 ноября 2006               |
| Принявший орган                 | В серебряном поле с лазоревой оконечностью наподобие трёх бурных бегущих вправо волн — вписанные ажурные ворота, украшенные многочисленными васильками. Все фигуры — лазоревые | Принявший орган                 |                              | Прямоугольное полотнище с отношением ширины флага к длине — 2:3, воспроизводящее композицию герба МО Вырицкое ГП в синем и белом цветах |                              |
| Совет депутатов МО Вырицкое ГП  | В серебряном поле с лазоревой оконечностью наподобие трёх бурных бегущих вправо волн — вписанные ажурные ворота, украшенные многочисленными васильками. Все фигуры — лазоревые | Совет депутатов МО Вырицкое ГП  |                              | Прямоугольное полотнище с отношением ширины флага к длине — 2:3, воспроизводящее композицию герба МО Вырицкое ГП в синем и белом цветах |                              |
| Номер в геральдическом регистре | В серебряном поле с лазоревой оконечностью наподобие трёх бурных бегущих вправо волн — вписанные ажурные ворота, украшенные многочисленными васильками. Все фигуры — лазоревые | Номер в геральдическом регистре |                              | Прямоугольное полотнище с отношением ширины флага к длине — 2:3, воспроизводящее композицию герба МО Вырицкое ГП в синем и белом цветах |                              |
| 2705                            | В серебряном поле с лазоревой оконечностью наподобие трёх бурных бегущих вправо волн — вписанные ажурные ворота, украшенные многочисленными васильками. Все фигуры — лазоревые | 2704                            |                              | Прямоугольное полотнище с отношением ширины флага к длине — 2:3, воспроизводящее композицию герба МО Вырицкое ГП в синем и белом цветах |                              |

| Гатчинское городское поселение | Гатчинское городское поселение |
| ------------------------------ | ------------------------------ |
| Герб                           | Флаг                           |
| Герба нет                      | Флага нет                      |

| Дружногорское городское поселение   | Дружногорское городское поселение | Дружногорское городское поселение   | Дружногорское городское поселение | Дружногорское городское поселение | Дружногорское городское поселение |
| ----------------------------------- | --- | ----------------------------------- | --------------------------------- | --- | --------------------------------- |
| Герб                                | Герб | Герб                                | Флаг                              | Флаг | Флаг                              |
| Изображение                         | Описание | Дата принятия                       | Изображение                       | Описание | Дата принятия                     |
|                                     | В лазоревом поле пониженно чешуйчато пересечённом червленью поверх всего две стеклодувные трубки накрест с сосудами снизу, сопровождаемые вверху орлом с распростёртыми крыльями, внизу — вензелевым инициальным именем Иоганна Карла Ритинга, составленным из литер I, C, R. Все фигуры — золотые | 21 июня 2006                        |                                   | Прямоугольное полотнище с отношением ширины флага к длине — 2:3, воспроизводящее композицию герба МО Дружногорское ГП в синем и белом цветах | 21 июня 2006                      |
| Принявший орган                     | В лазоревом поле пониженно чешуйчато пересечённом червленью поверх всего две стеклодувные трубки накрест с сосудами снизу, сопровождаемые вверху орлом с распростёртыми крыльями, внизу — вензелевым инициальным именем Иоганна Карла Ритинга, составленным из литер I, C, R. Все фигуры — золотые | Принявший орган                     |                                   | Прямоугольное полотнище с отношением ширины флага к длине — 2:3, воспроизводящее композицию герба МО Дружногорское ГП в синем и белом цветах |                                   |
| Совет депутатов МО Дружногорское ГП | В лазоревом поле пониженно чешуйчато пересечённом червленью поверх всего две стеклодувные трубки накрест с сосудами снизу, сопровождаемые вверху орлом с распростёртыми крыльями, внизу — вензелевым инициальным именем Иоганна Карла Ритинга, составленным из литер I, C, R. Все фигуры — золотые | Совет депутатов МО Дружногорское ГП |                                   | Прямоугольное полотнище с отношением ширины флага к длине — 2:3, воспроизводящее композицию герба МО Дружногорское ГП в синем и белом цветах |                                   |
| Номер в геральдическом регистре     | В лазоревом поле пониженно чешуйчато пересечённом червленью поверх всего две стеклодувные трубки накрест с сосудами снизу, сопровождаемые вверху орлом с распростёртыми крыльями, внизу — вензелевым инициальным именем Иоганна Карла Ритинга, составленным из литер I, C, R. Все фигуры — золотые | Номер в геральдическом регистре     |                                   | Прямоугольное полотнище с отношением ширины флага к длине — 2:3, воспроизводящее композицию герба МО Дружногорское ГП в синем и белом цветах |                                   |
| 2364                                | В лазоревом поле пониженно чешуйчато пересечённом червленью поверх всего две стеклодувные трубки накрест с сосудами снизу, сопровождаемые вверху орлом с распростёртыми крыльями, внизу — вензелевым инициальным именем Иоганна Карла Ритинга, составленным из литер I, C, R. Все фигуры — золотые | 2365                                |                                   | Прямоугольное полотнище с отношением ширины флага к длине — 2:3, воспроизводящее композицию герба МО Дружногорское ГП в синем и белом цветах |                                   |

| Елизаветинское сельское поселение    | Елизаветинское сельское поселение | Елизаветинское сельское поселение    | Елизаветинское сельское поселение | Елизаветинское сельское поселение | Елизаветинское сельское поселение |
| ------------------------------------ | --- | ------------------------------------ | --------------------------------- | --- | --------------------------------- |
| Герб                                 | Герб | Герб                                 | Флаг                              | Флаг | Флаг                              |
| Изображение                          | Описание | Дата принятия                        | Изображение                       | Описание | Дата принятия                     |
|                                      | В червлёном поле с серебряной облачной оконечностью о двух видимых по сторонам выступах и одном просвете, сложенной из камней разной формы, с чёрной муровкой; два восстающих навстречу друг другу серебряных грифона, держащих в лапах княжескую корону (шапку) с горностаевой опушкой, тремя золотыми дужками с серебряными жемчужинами | 26 апреля 2006                       |                                   | Прямоугольное полотнище с отношением ширины флага к длине — 2:3, воспроизводящее композицию герба МО Елизаветинское ГП в красном, белом, жёлтом и чёрном цветах | 26 апреля 2006                    |
| Принявший орган                      | В червлёном поле с серебряной облачной оконечностью о двух видимых по сторонам выступах и одном просвете, сложенной из камней разной формы, с чёрной муровкой; два восстающих навстречу друг другу серебряных грифона, держащих в лапах княжескую корону (шапку) с горностаевой опушкой, тремя золотыми дужками с серебряными жемчужинами | Принявший орган                      |                                   | Прямоугольное полотнище с отношением ширины флага к длине — 2:3, воспроизводящее композицию герба МО Елизаветинское ГП в красном, белом, жёлтом и чёрном цветах |                                   |
| Совет депутатов МО Елизаветинское СП | В червлёном поле с серебряной облачной оконечностью о двух видимых по сторонам выступах и одном просвете, сложенной из камней разной формы, с чёрной муровкой; два восстающих навстречу друг другу серебряных грифона, держащих в лапах княжескую корону (шапку) с горностаевой опушкой, тремя золотыми дужками с серебряными жемчужинами | Совет депутатов МО Елизаветинское СП |                                   | Прямоугольное полотнище с отношением ширины флага к длине — 2:3, воспроизводящее композицию герба МО Елизаветинское ГП в красном, белом, жёлтом и чёрном цветах |                                   |
| Номер в геральдическом регистре      | В червлёном поле с серебряной облачной оконечностью о двух видимых по сторонам выступах и одном просвете, сложенной из камней разной формы, с чёрной муровкой; два восстающих навстречу друг другу серебряных грифона, держащих в лапах княжескую корону (шапку) с горностаевой опушкой, тремя золотыми дужками с серебряными жемчужинами | Номер в геральдическом регистре      |                                   | Прямоугольное полотнище с отношением ширины флага к длине — 2:3, воспроизводящее композицию герба МО Елизаветинское ГП в красном, белом, жёлтом и чёрном цветах |                                   |
| 2352                                 | В червлёном поле с серебряной облачной оконечностью о двух видимых по сторонам выступах и одном просвете, сложенной из камней разной формы, с чёрной муровкой; два восстающих навстречу друг другу серебряных грифона, держащих в лапах княжескую корону (шапку) с горностаевой опушкой, тремя золотыми дужками с серебряными жемчужинами | 2353                                 |                                   | Прямоугольное полотнище с отношением ширины флага к длине — 2:3, воспроизводящее композицию герба МО Елизаветинское ГП в красном, белом, жёлтом и чёрном цветах |                                   |

| Кобринское сельское поселение    | Кобринское сельское поселение | Кобринское сельское поселение    | Кобринское сельское поселение | Кобринское сельское поселение | Кобринское сельское поселение |
| -------------------------------- | --- | -------------------------------- | ----------------------------- | --- | ----------------------------- |
| Герб                             | Герб | Герб                             | Флаг                          | Флаг | Флаг                          |
| Изображение                      | Описание | Дата принятия                    | Изображение                   | Описание | Дата принятия                 |
|                                  | В щите, скошенном слева червленью и лазурью поверх всего — три золотых ветки картофеля в левую перевязь; в червлени золотая и обращённая вправо, сидящая в кресле старая женщина в кофте, длинной приталенной юбке, с платком, огибающем голову и завязанном спереди; поддерживающей шуйцей кудрявого младенца, сидящего на коленях; шуйца коего лежит на её ладони; в лазури — серебряный слон с поднятым хоботом, в червлёной попоне с золотой короной на ней | 3 апреля 2006                    |                               | Прямоугольное полотнище с отношением ширины флага к длине — 2:3, воспроизводящее композицию герба Кобринского СП в красном, синем, зелёном, белом и жёлтом цветах | 3 апреля 2006                 |
| Принявший орган                  | В щите, скошенном слева червленью и лазурью поверх всего — три золотых ветки картофеля в левую перевязь; в червлени золотая и обращённая вправо, сидящая в кресле старая женщина в кофте, длинной приталенной юбке, с платком, огибающем голову и завязанном спереди; поддерживающей шуйцей кудрявого младенца, сидящего на коленях; шуйца коего лежит на её ладони; в лазури — серебряный слон с поднятым хоботом, в червлёной попоне с золотой короной на ней | Принявший орган                  |                               | Прямоугольное полотнище с отношением ширины флага к длине — 2:3, воспроизводящее композицию герба Кобринского СП в красном, синем, зелёном, белом и жёлтом цветах |                               |
| Совет депутатов МО Кобринское СП | В щите, скошенном слева червленью и лазурью поверх всего — три золотых ветки картофеля в левую перевязь; в червлени золотая и обращённая вправо, сидящая в кресле старая женщина в кофте, длинной приталенной юбке, с платком, огибающем голову и завязанном спереди; поддерживающей шуйцей кудрявого младенца, сидящего на коленях; шуйца коего лежит на её ладони; в лазури — серебряный слон с поднятым хоботом, в червлёной попоне с золотой короной на ней | Совет депутатов МО Кобринское СП |                               | Прямоугольное полотнище с отношением ширины флага к длине — 2:3, воспроизводящее композицию герба Кобринского СП в красном, синем, зелёном, белом и жёлтом цветах |                               |
| Номер в геральдическом регистре  | В щите, скошенном слева червленью и лазурью поверх всего — три золотых ветки картофеля в левую перевязь; в червлени золотая и обращённая вправо, сидящая в кресле старая женщина в кофте, длинной приталенной юбке, с платком, огибающем голову и завязанном спереди; поддерживающей шуйцей кудрявого младенца, сидящего на коленях; шуйца коего лежит на её ладони; в лазури — серебряный слон с поднятым хоботом, в червлёной попоне с золотой короной на ней | Номер в геральдическом регистре  |                               | Прямоугольное полотнище с отношением ширины флага к длине — 2:3, воспроизводящее композицию герба Кобринского СП в красном, синем, зелёном, белом и жёлтом цветах |                               |
| 2194                             | В щите, скошенном слева червленью и лазурью поверх всего — три золотых ветки картофеля в левую перевязь; в червлени золотая и обращённая вправо, сидящая в кресле старая женщина в кофте, длинной приталенной юбке, с платком, огибающем голову и завязанном спереди; поддерживающей шуйцей кудрявого младенца, сидящего на коленях; шуйца коего лежит на её ладони; в лазури — серебряный слон с поднятым хоботом, в червлёной попоне с золотой короной на ней | 2195                             |                               | Прямоугольное полотнище с отношением ширины флага к длине — 2:3, воспроизводящее композицию герба Кобринского СП в красном, синем, зелёном, белом и жёлтом цветах |                               |

| Коммунарское городское поселение | Коммунарское городское поселение |
| -------------------------------- | -------------------------------- |
| Герб                             | Флаг                             |
| Герба нет                        | Флага нет                        |

| Новосветское сельское поселение    | Новосветское сельское поселение                                                                                | Новосветское сельское поселение | Новосветское сельское поселение | Новосветское сельское поселение | Новосветское сельское поселение |
| ---------------------------------- | --- | ------------------------------- | ------------------------------- | --- | ------------------------------- |
| Герб                               | Герб | Герб                            | Флаг                            | Флаг | Флаг                            |
| Изображение                        | Описание | Дата принятия                   | Изображение                     | Описание | Дата принятия                   |
|                                    | В червлёном поле золотое сияющее солнце с человеческим лицом, сопровождаемое вверху таковым же кадуцеем в пояс | 23 мая 2006                     |                                 | Прямоугольное полотнище с отношением ширины флага к длине — 2:3, воспроизводящее композицию герба Новосветского СП в красном и жёлтом цветах | 23 мая 2006                     |
| Принявший орган                    | В червлёном поле золотое сияющее солнце с человеческим лицом, сопровождаемое вверху таковым же кадуцеем в пояс | Принявший орган                 |                                 | Прямоугольное полотнище с отношением ширины флага к длине — 2:3, воспроизводящее композицию герба Новосветского СП в красном и жёлтом цветах |                                 |
| Совет депутатов МО Новосветское СП | В червлёном поле золотое сияющее солнце с человеческим лицом, сопровождаемое вверху таковым же кадуцеем в пояс | Неизвестен                      |                                 | Прямоугольное полотнище с отношением ширины флага к длине — 2:3, воспроизводящее композицию герба Новосветского СП в красном и жёлтом цветах |                                 |
| Номер в геральдическом регистре    | В червлёном поле золотое сияющее солнце с человеческим лицом, сопровождаемое вверху таковым же кадуцеем в пояс | Номер в геральдическом регистре |                                 | Прямоугольное полотнище с отношением ширины флага к длине — 2:3, воспроизводящее композицию герба Новосветского СП в красном и жёлтом цветах |                                 |
| 2360                               | В червлёном поле золотое сияющее солнце с человеческим лицом, сопровождаемое вверху таковым же кадуцеем в пояс | 2361                            |                                 | Прямоугольное полотнище с отношением ширины флага к длине — 2:3, воспроизводящее композицию герба Новосветского СП в красном и жёлтом цветах |                                 |

| Пудомягское сельское поселение    | Пудомягское сельское поселение | Пудомягское сельское поселение    | Пудомягское сельское поселение | Пудомягское сельское поселение | Пудомягское сельское поселение |
| --------------------------------- | --- | --------------------------------- | ------------------------------ | --- | ------------------------------ |
| Герб                              | Герб | Герб                              | Флаг                           | Флаг | Флаг                           |
| Изображение                       | Описание | Дата принятия                     | Изображение                    | Описание | Дата принятия                  |
|                                   | В червлёном поле женщина в золотом одеянии, держащая в левой руке золотой сноп колосьев, сопровождаемая выходящим справа и вписанным в вверху и внизу серебряным, расширяющимся внизу развёрнутым свитком, обременённым пониженной червлёной веткой лавра в столб, переходящей вверху в цветок клевера с таким же стеблем и листьями | 12 сентября 2007                  |                                | Прямоугольное полотнище с отношением ширины флага к длине — 2:3, воспроизводящее композицию герба Пудомягского СП в красном, белом и жёлтом цветах | 12 сентября 2007               |
| Принявший орган                   | В червлёном поле женщина в золотом одеянии, держащая в левой руке золотой сноп колосьев, сопровождаемая выходящим справа и вписанным в вверху и внизу серебряным, расширяющимся внизу развёрнутым свитком, обременённым пониженной червлёной веткой лавра в столб, переходящей вверху в цветок клевера с таким же стеблем и листьями | Принявший орган                   |                                | Прямоугольное полотнище с отношением ширины флага к длине — 2:3, воспроизводящее композицию герба Пудомягского СП в красном, белом и жёлтом цветах |                                |
| Совет депутатов МО Пудомягское СП | В червлёном поле женщина в золотом одеянии, держащая в левой руке золотой сноп колосьев, сопровождаемая выходящим справа и вписанным в вверху и внизу серебряным, расширяющимся внизу развёрнутым свитком, обременённым пониженной червлёной веткой лавра в столб, переходящей вверху в цветок клевера с таким же стеблем и листьями | Совет депутатов МО Пудомягское СП |                                | Прямоугольное полотнище с отношением ширины флага к длине — 2:3, воспроизводящее композицию герба Пудомягского СП в красном, белом и жёлтом цветах |                                |
| Номер в геральдическом регистре   | В червлёном поле женщина в золотом одеянии, держащая в левой руке золотой сноп колосьев, сопровождаемая выходящим справа и вписанным в вверху и внизу серебряным, расширяющимся внизу развёрнутым свитком, обременённым пониженной червлёной веткой лавра в столб, переходящей вверху в цветок клевера с таким же стеблем и листьями | Номер в геральдическом регистре   |                                | Прямоугольное полотнище с отношением ширины флага к длине — 2:3, воспроизводящее композицию герба Пудомягского СП в красном, белом и жёлтом цветах |                                |
| 3632                              | В червлёном поле женщина в золотом одеянии, держащая в левой руке золотой сноп колосьев, сопровождаемая выходящим справа и вписанным в вверху и внизу серебряным, расширяющимся внизу развёрнутым свитком, обременённым пониженной червлёной веткой лавра в столб, переходящей вверху в цветок клевера с таким же стеблем и листьями | 3498                              |                                | Прямоугольное полотнище с отношением ширины флага к длине — 2:3, воспроизводящее композицию герба Пудомягского СП в красном, белом и жёлтом цветах |                                |

| Пудостьское сельское поселение    | Пудостьское сельское поселение | Пудостьское сельское поселение    | Пудостьское сельское поселение | Пудостьское сельское поселение | Пудостьское сельское поселение |
| --------------------------------- | --- | --------------------------------- | ------------------------------ | --- | ------------------------------ |
| Герб                              | Герб | Герб                              | Флаг                           | Флаг | Флаг                           |
| Изображение                       | Описание | Дата принятия                     | Изображение                    | Описание | Дата принятия                  |
|                                   | В лазоревом поле пониженно пересечённом золотом двумя нисходящими ступенями, сложенными из камней разной формы с чёрной муровкой, в сердце щита — сидящая на серебряном камне и обращённая вправо золотая дева в длинном ингерманландском платье, с такой же диадемой (кольцом) на голове, держащая на коленях такой же кувшин с изливающейся серебряной водой | 13 сентября 2006                  |                                | Прямоугольное полотнище с отношением ширины флага к длине — 2:3, воспроизводящее композицию герба Пудостьского СП в зелёном, синем, жёлтом и белом цветах | 13 сентября 2006               |
| Принявший орган                   | В лазоревом поле пониженно пересечённом золотом двумя нисходящими ступенями, сложенными из камней разной формы с чёрной муровкой, в сердце щита — сидящая на серебряном камне и обращённая вправо золотая дева в длинном ингерманландском платье, с такой же диадемой (кольцом) на голове, держащая на коленях такой же кувшин с изливающейся серебряной водой | Принявший орган                   |                                | Прямоугольное полотнище с отношением ширины флага к длине — 2:3, воспроизводящее композицию герба Пудостьского СП в зелёном, синем, жёлтом и белом цветах |                                |
| Совет депутатов МО Пудостьское СП | В лазоревом поле пониженно пересечённом золотом двумя нисходящими ступенями, сложенными из камней разной формы с чёрной муровкой, в сердце щита — сидящая на серебряном камне и обращённая вправо золотая дева в длинном ингерманландском платье, с такой же диадемой (кольцом) на голове, держащая на коленях такой же кувшин с изливающейся серебряной водой | Совет депутатов МО Пудостьское СП |                                | Прямоугольное полотнище с отношением ширины флага к длине — 2:3, воспроизводящее композицию герба Пудостьского СП в зелёном, синем, жёлтом и белом цветах |                                |
| Номер в геральдическом регистре   | В лазоревом поле пониженно пересечённом золотом двумя нисходящими ступенями, сложенными из камней разной формы с чёрной муровкой, в сердце щита — сидящая на серебряном камне и обращённая вправо золотая дева в длинном ингерманландском платье, с такой же диадемой (кольцом) на голове, держащая на коленях такой же кувшин с изливающейся серебряной водой | Номер в геральдическом регистре   |                                | Прямоугольное полотнище с отношением ширины флага к длине — 2:3, воспроизводящее композицию герба Пудостьского СП в зелёном, синем, жёлтом и белом цветах |                                |
| 2455                              | В лазоревом поле пониженно пересечённом золотом двумя нисходящими ступенями, сложенными из камней разной формы с чёрной муровкой, в сердце щита — сидящая на серебряном камне и обращённая вправо золотая дева в длинном ингерманландском платье, с такой же диадемой (кольцом) на голове, держащая на коленях такой же кувшин с изливающейся серебряной водой | 2456                              |                                | Прямоугольное полотнище с отношением ширины флага к длине — 2:3, воспроизводящее композицию герба Пудостьского СП в зелёном, синем, жёлтом и белом цветах |                                |

| Рождественское сельское поселение      | Рождественское сельское поселение | Рождественское сельское поселение      | Рождественское сельское поселение | Рождественское сельское поселение                                                                                                | Рождественское сельское поселение |
| -------------------------------------- | --- | -------------------------------------- | --------------------------------- | --- | --------------------------------- |
| Герб                                   | Герб | Герб                                   | Флаг                              | Флаг | Флаг                              |
| Изображение                            | Описание | Дата принятия                          | Изображение                       | Описание | Дата принятия                     |
|                                        | В лазоревом поле серебряная вписанная внизу гора, сопровождаемая вверху (во главе) выходящей серебряной облакообразной дугой с исходящими сверху и снизу золотым сиянием, поверх всего в середине исходящий из центра верхней части сияния золотой луч в столб, доходящий до середины горы | 19 января 2006                         |                                   | Прямоугольное полотнище с отношением ширины флага к длине 2:3, воспроизводящее композицию герба в голубом, жёлтом и белом цветах | 19 января 2006                    |
| Принявший орган                        | В лазоревом поле серебряная вписанная внизу гора, сопровождаемая вверху (во главе) выходящей серебряной облакообразной дугой с исходящими сверху и снизу золотым сиянием, поверх всего в середине исходящий из центра верхней части сияния золотой луч в столб, доходящий до середины горы | Принявший орган                        |                                   | Прямоугольное полотнище с отношением ширины флага к длине 2:3, воспроизводящее композицию герба в голубом, жёлтом и белом цветах |                                   |
| Совет депутатов МО «Рождественское СП» | В лазоревом поле серебряная вписанная внизу гора, сопровождаемая вверху (во главе) выходящей серебряной облакообразной дугой с исходящими сверху и снизу золотым сиянием, поверх всего в середине исходящий из центра верхней части сияния золотой луч в столб, доходящий до середины горы | Совет депутатов МО «Рождественское СП» |                                   | Прямоугольное полотнище с отношением ширины флага к длине 2:3, воспроизводящее композицию герба в голубом, жёлтом и белом цветах |                                   |
| Номер в геральдическом регистре        | В лазоревом поле серебряная вписанная внизу гора, сопровождаемая вверху (во главе) выходящей серебряной облакообразной дугой с исходящими сверху и снизу золотым сиянием, поверх всего в середине исходящий из центра верхней части сияния золотой луч в столб, доходящий до середины горы | Номер в геральдическом регистре        |                                   | Прямоугольное полотнище с отношением ширины флага к длине 2:3, воспроизводящее композицию герба в голубом, жёлтом и белом цветах |                                   |
| 2110                                   | В лазоревом поле серебряная вписанная внизу гора, сопровождаемая вверху (во главе) выходящей серебряной облакообразной дугой с исходящими сверху и снизу золотым сиянием, поверх всего в середине исходящий из центра верхней части сияния золотой луч в столб, доходящий до середины горы | 2111                                   |                                   | Прямоугольное полотнище с отношением ширины флага к длине 2:3, воспроизводящее композицию герба в голубом, жёлтом и белом цветах |                                   |

| Сиверское городское поселение   | Сиверское городское поселение | Сиверское городское поселение   | Сиверское городское поселение | Сиверское городское поселение | Сиверское городское поселение |
| ------------------------------- | --- | ------------------------------- | ----------------------------- | --- | ----------------------------- |
| Герб                            | Герб | Герб                            | Флаг                          | Флаг | Флаг                          |
| Изображение                     | Описание | Дата принятия                   | Изображение                   | Описание | Дата принятия                 |
|                                 | В пониженно пересечённом серебром и лазурью поле слева — выходящая из лазоревой части вписанная лазоревая конская голова с такой же гривой наподобие трёх бегущих вправо и вверх гребней волн; в лазуре слева поверх всего — золотая крылатая дева в длинном платье, с распущенными волосами, держащая в левой руке лиру, а правой рукой играющая на ней; справа — пять пониженных нитевидных дважды изогнутых серебряных перевязей, одна над другой, наподобие страниц раскрытой книги, смещённых вниз и вправо | 13 декабря 2006                 |                               | Прямоугольное полотнище с отношением ширины флага к длине — 2:3, воспроизводящее композицию герба Сиверского ГП в белом, синем и жёлтом цветах | 13 декабря 2006               |
| Принявший орган                 | В пониженно пересечённом серебром и лазурью поле слева — выходящая из лазоревой части вписанная лазоревая конская голова с такой же гривой наподобие трёх бегущих вправо и вверх гребней волн; в лазуре слева поверх всего — золотая крылатая дева в длинном платье, с распущенными волосами, держащая в левой руке лиру, а правой рукой играющая на ней; справа — пять пониженных нитевидных дважды изогнутых серебряных перевязей, одна над другой, наподобие страниц раскрытой книги, смещённых вниз и вправо | Принявший орган                 |                               | Прямоугольное полотнище с отношением ширины флага к длине — 2:3, воспроизводящее композицию герба Сиверского ГП в белом, синем и жёлтом цветах |                               |
| Совет депутатов МО Сиверское ГП | В пониженно пересечённом серебром и лазурью поле слева — выходящая из лазоревой части вписанная лазоревая конская голова с такой же гривой наподобие трёх бегущих вправо и вверх гребней волн; в лазуре слева поверх всего — золотая крылатая дева в длинном платье, с распущенными волосами, держащая в левой руке лиру, а правой рукой играющая на ней; справа — пять пониженных нитевидных дважды изогнутых серебряных перевязей, одна над другой, наподобие страниц раскрытой книги, смещённых вниз и вправо | Совет депутатов МО Сиверское ГП |                               | Прямоугольное полотнище с отношением ширины флага к длине — 2:3, воспроизводящее композицию герба Сиверского ГП в белом, синем и жёлтом цветах |                               |
| Номер в геральдическом регистре | В пониженно пересечённом серебром и лазурью поле слева — выходящая из лазоревой части вписанная лазоревая конская голова с такой же гривой наподобие трёх бегущих вправо и вверх гребней волн; в лазуре слева поверх всего — золотая крылатая дева в длинном платье, с распущенными волосами, держащая в левой руке лиру, а правой рукой играющая на ней; справа — пять пониженных нитевидных дважды изогнутых серебряных перевязей, одна над другой, наподобие страниц раскрытой книги, смещённых вниз и вправо | Номер в геральдическом регистре |                               | Прямоугольное полотнище с отношением ширины флага к длине — 2:3, воспроизводящее композицию герба Сиверского ГП в белом, синем и жёлтом цветах |                               |
| 2801                            | В пониженно пересечённом серебром и лазурью поле слева — выходящая из лазоревой части вписанная лазоревая конская голова с такой же гривой наподобие трёх бегущих вправо и вверх гребней волн; в лазуре слева поверх всего — золотая крылатая дева в длинном платье, с распущенными волосами, держащая в левой руке лиру, а правой рукой играющая на ней; справа — пять пониженных нитевидных дважды изогнутых серебряных перевязей, одна над другой, наподобие страниц раскрытой книги, смещённых вниз и вправо | 2802                            |                               | Прямоугольное полотнище с отношением ширины флага к длине — 2:3, воспроизводящее композицию герба Сиверского ГП в белом, синем и жёлтом цветах |                               |

| Сусанинское сельское поселение    | Сусанинское сельское поселение | Сусанинское сельское поселение    | Сусанинское сельское поселение | Сусанинское сельское поселение | Сусанинское сельское поселение |
| --------------------------------- | --- | --------------------------------- | ------------------------------ | --- | ------------------------------ |
| Герб                              | Герб | Герб                              | Флаг                           | Флаг | Флаг                           |
| Изображение                       | Описание | Дата принятия                     | Изображение                    | Описание | Дата принятия                  |
|                                   | В лазоревом поле три серебряные ели, средняя из которых впереди и больше, сопровождаемые вверху семью золотыми звёздами, сложенными наподобие созвездия Большой Медведицы; поверх всего — золотой крестьянин в шапке, армяке (зипуне), подпоясанный кушаком, в лаптях и онучах, держащий в левой руке такой же посох | 23 мая 2007                       |                                | Прямоугольное полотнище с отношением ширины флага к длине — 2:3, воспроизводящее композицию герба МО Сусанинское СП в голубом, белом и жёлтом цветах | 23 мая 2007                    |
| Принявший орган                   | В лазоревом поле три серебряные ели, средняя из которых впереди и больше, сопровождаемые вверху семью золотыми звёздами, сложенными наподобие созвездия Большой Медведицы; поверх всего — золотой крестьянин в шапке, армяке (зипуне), подпоясанный кушаком, в лаптях и онучах, держащий в левой руке такой же посох | Принявший орган                   |                                | Прямоугольное полотнище с отношением ширины флага к длине — 2:3, воспроизводящее композицию герба МО Сусанинское СП в голубом, белом и жёлтом цветах |                                |
| Совет депутатов МО Сусанинское СП | В лазоревом поле три серебряные ели, средняя из которых впереди и больше, сопровождаемые вверху семью золотыми звёздами, сложенными наподобие созвездия Большой Медведицы; поверх всего — золотой крестьянин в шапке, армяке (зипуне), подпоясанный кушаком, в лаптях и онучах, держащий в левой руке такой же посох | Совет депутатов МО Сусанинское СП |                                | Прямоугольное полотнище с отношением ширины флага к длине — 2:3, воспроизводящее композицию герба МО Сусанинское СП в голубом, белом и жёлтом цветах |                                |
| Номер в геральдическом регистре   | В лазоревом поле три серебряные ели, средняя из которых впереди и больше, сопровождаемые вверху семью золотыми звёздами, сложенными наподобие созвездия Большой Медведицы; поверх всего — золотой крестьянин в шапке, армяке (зипуне), подпоясанный кушаком, в лаптях и онучах, держащий в левой руке такой же посох | Номер в геральдическом регистре   |                                | Прямоугольное полотнище с отношением ширины флага к длине — 2:3, воспроизводящее композицию герба МО Сусанинское СП в голубом, белом и жёлтом цветах |                                |
| 3365                              | В лазоревом поле три серебряные ели, средняя из которых впереди и больше, сопровождаемые вверху семью золотыми звёздами, сложенными наподобие созвездия Большой Медведицы; поверх всего — золотой крестьянин в шапке, армяке (зипуне), подпоясанный кушаком, в лаптях и онучах, держащий в левой руке такой же посох | 3366                              |                                | Прямоугольное полотнище с отношением ширины флага к длине — 2:3, воспроизводящее композицию герба МО Сусанинское СП в голубом, белом и жёлтом цветах |                                |

| Сяськелевское сельское поселение    | Сяськелевское сельское поселение | Сяськелевское сельское поселение    | Сяськелевское сельское поселение | Сяськелевское сельское поселение | Сяськелевское сельское поселение |
| ----------------------------------- | --- | ----------------------------------- | -------------------------------- | --- | -------------------------------- |
| Герб                                | Герб | Герб                                | Флаг                             | Флаг | Флаг                             |
| Изображение                         | Описание | Дата принятия                       | Изображение                      | Описание | Дата принятия                    |
|                                     | В золотом поле усеянном червлёными цветками гвоздики с червлёной главой о четырёх пламевидных зубцах (два из которых видны наполовину) отвлечённая чёрная бычья голова с серебряными зубами и рогами и червлёным языком, увенчанная золотой короной о пяти видимых листовидных зубцах (три больших и два малых) | 27 июня 2007                        |                                  | Прямоугольное полотнище с отношением ширины флага к длине — 2:3, воспроизводящее композицию герба МО Сяськелевское СП в желтом, чёрном, белом и красном цветах | 27 июня 2007                     |
| Принявший орган                     | В золотом поле усеянном червлёными цветками гвоздики с червлёной главой о четырёх пламевидных зубцах (два из которых видны наполовину) отвлечённая чёрная бычья голова с серебряными зубами и рогами и червлёным языком, увенчанная золотой короной о пяти видимых листовидных зубцах (три больших и два малых) | Принявший орган                     |                                  | Прямоугольное полотнище с отношением ширины флага к длине — 2:3, воспроизводящее композицию герба МО Сяськелевское СП в желтом, чёрном, белом и красном цветах |                                  |
| Совет депутатов МО Сяськелевское СП | В золотом поле усеянном червлёными цветками гвоздики с червлёной главой о четырёх пламевидных зубцах (два из которых видны наполовину) отвлечённая чёрная бычья голова с серебряными зубами и рогами и червлёным языком, увенчанная золотой короной о пяти видимых листовидных зубцах (три больших и два малых) | Совет депутатов МО Сяськелевское СП |                                  | Прямоугольное полотнище с отношением ширины флага к длине — 2:3, воспроизводящее композицию герба МО Сяськелевское СП в желтом, чёрном, белом и красном цветах |                                  |
| Номер в геральдическом регистре     | В золотом поле усеянном червлёными цветками гвоздики с червлёной главой о четырёх пламевидных зубцах (два из которых видны наполовину) отвлечённая чёрная бычья голова с серебряными зубами и рогами и червлёным языком, увенчанная золотой короной о пяти видимых листовидных зубцах (три больших и два малых) | Номер в геральдическом регистре     |                                  | Прямоугольное полотнище с отношением ширины флага к длине — 2:3, воспроизводящее композицию герба МО Сяськелевское СП в желтом, чёрном, белом и красном цветах |                                  |
| 3431                                | В золотом поле усеянном червлёными цветками гвоздики с червлёной главой о четырёх пламевидных зубцах (два из которых видны наполовину) отвлечённая чёрная бычья голова с серебряными зубами и рогами и червлёным языком, увенчанная золотой короной о пяти видимых листовидных зубцах (три больших и два малых) | 3432                                |                                  | Прямоугольное полотнище с отношением ширины флага к длине — 2:3, воспроизводящее композицию герба МО Сяськелевское СП в желтом, чёрном, белом и красном цветах |                                  |

| Таицкое городское поселение     | Таицкое городское поселение | Таицкое городское поселение     | Таицкое городское поселение | Таицкое городское поселение | Таицкое городское поселение |
| ------------------------------- | --- | ------------------------------- | --------------------------- | --- | --------------------------- |
| Герб                            | Герб | Герб                            | Флаг                        | Флаг | Флаг                        |
| Изображение                     | Описание | Дата принятия                   | Изображение                 | Описание | Дата принятия               |
|                                 | В лазоревом поле лира, поставленная на капитель коринфской колонны, сопровождаемая вверху цветком с расходящимися в стороны вниз ветками земляники и смородины с листьями, плодами и цветами, внизу — выходящим фонтаном струй. Все фигуры золотые | май 2006                        |                             | Прямоугольное полотнище с отношением ширины флага к длине — 2:3, воспроизводящее композицию герба МО Таицкое ГП в голубом и жёлтом цветах | май 2006                    |
| Принявший орган                 | В лазоревом поле лира, поставленная на капитель коринфской колонны, сопровождаемая вверху цветком с расходящимися в стороны вниз ветками земляники и смородины с листьями, плодами и цветами, внизу — выходящим фонтаном струй. Все фигуры золотые | Принявший орган                 |                             | Прямоугольное полотнище с отношением ширины флага к длине — 2:3, воспроизводящее композицию герба МО Таицкое ГП в голубом и жёлтом цветах |                             |
| Совет депутатов МО Таицкое ГП   | В лазоревом поле лира, поставленная на капитель коринфской колонны, сопровождаемая вверху цветком с расходящимися в стороны вниз ветками земляники и смородины с листьями, плодами и цветами, внизу — выходящим фонтаном струй. Все фигуры золотые | Совет депутатов МО Таицкое ГП   |                             | Прямоугольное полотнище с отношением ширины флага к длине — 2:3, воспроизводящее композицию герба МО Таицкое ГП в голубом и жёлтом цветах |                             |
| Номер в геральдическом регистре | В лазоревом поле лира, поставленная на капитель коринфской колонны, сопровождаемая вверху цветком с расходящимися в стороны вниз ветками земляники и смородины с листьями, плодами и цветами, внизу — выходящим фонтаном струй. Все фигуры золотые | Номер в геральдическом регистре |                             | Прямоугольное полотнище с отношением ширины флага к длине — 2:3, воспроизводящее композицию герба МО Таицкое ГП в голубом и жёлтом цветах |                             |
| 2365                            | В лазоревом поле лира, поставленная на капитель коринфской колонны, сопровождаемая вверху цветком с расходящимися в стороны вниз ветками земляники и смородины с листьями, плодами и цветами, внизу — выходящим фонтаном струй. Все фигуры золотые | 2366                            |                             | Прямоугольное полотнище с отношением ширины флага к длине — 2:3, воспроизводящее композицию герба МО Таицкое ГП в голубом и жёлтом цветах |                             |

### Населённые пункты
| Гатчина                                              | Гатчина | Гатчина                                                                                  | Гатчина     | Гатчина | Гатчина          |
| ---------------------------------------------------- | --- | ---------------------------------------------------------------------------------------- | ----------- | --- | ---------------- |
| Герб                                                 | Герб | Герб                                                                                     | Флаг        | Флаг | Флаг             |
| Изображение                                          | Описание | Дата принятия                                                                            | Изображение | Описание | Дата принятия    |
|                                                      | Щит разделён пополам. В верхней, золотой, половине государственный двуглавый орёл, увенчанный тремя императорскими коронами, имеющий на груди червлёный щиток с вензелевым изображением имени императора Павла I; за щитком крест державного ордена св. Иоанна Иерусалимского, покрытый Мальтийскою короною. В нижней, лазоревой, части литера "G" | 4 октября 1995                                                                           |             | Прямоугольное полотнище белого цвета с отношением длины к ширине 3:2. На белом поле, в центре, изображён герб города Гатчины. Габаритная ширина герба на флаге города Гатчины должна составлять 5/12 от длины полотнища. Обратная сторона флага является зеркальным отображением его лицевой стороны | 30 сентября 2008 |
| Принявший орган                                      | Щит разделён пополам. В верхней, золотой, половине государственный двуглавый орёл, увенчанный тремя императорскими коронами, имеющий на груди червлёный щиток с вензелевым изображением имени императора Павла I; за щитком крест державного ордена св. Иоанна Иерусалимского, покрытый Мальтийскою короною. В нижней, лазоревой, части литера "G" | Принявший орган                                                                          |             | Прямоугольное полотнище белого цвета с отношением длины к ширине 3:2. На белом поле, в центре, изображён герб города Гатчины. Габаритная ширина герба на флаге города Гатчины должна составлять 5/12 от длины полотнища. Обратная сторона флага является зеркальным отображением его лицевой стороны |                  |
| Представительное собрание — муниципалитет г. Гатчины | Щит разделён пополам. В верхней, золотой, половине государственный двуглавый орёл, увенчанный тремя императорскими коронами, имеющий на груди червлёный щиток с вензелевым изображением имени императора Павла I; за щитком крест державного ордена св. Иоанна Иерусалимского, покрытый Мальтийскою короною. В нижней, лазоревой, части литера "G" | Совет депутатов МО Город Гатчина Гатчинского муниципального района Ленинградской области |             | Прямоугольное полотнище белого цвета с отношением длины к ширине 3:2. На белом поле, в центре, изображён герб города Гатчины. Габаритная ширина герба на флаге города Гатчины должна составлять 5/12 от длины полотнища. Обратная сторона флага является зеркальным отображением его лицевой стороны |                  |
| Номер в геральдическом регистре                      | Щит разделён пополам. В верхней, золотой, половине государственный двуглавый орёл, увенчанный тремя императорскими коронами, имеющий на груди червлёный щиток с вензелевым изображением имени императора Павла I; за щитком крест державного ордена св. Иоанна Иерусалимского, покрытый Мальтийскою короною. В нижней, лазоревой, части литера "G" | Номер в геральдическом регистре                                                          |             | Прямоугольное полотнище белого цвета с отношением длины к ширине 3:2. На белом поле, в центре, изображён герб города Гатчины. Габаритная ширина герба на флаге города Гатчины должна составлять 5/12 от длины полотнища. Обратная сторона флага является зеркальным отображением его лицевой стороны |                  |
| 270                                                  | Щит разделён пополам. В верхней, золотой, половине государственный двуглавый орёл, увенчанный тремя императорскими коронами, имеющий на груди червлёный щиток с вензелевым изображением имени императора Павла I; за щитком крест державного ордена св. Иоанна Иерусалимского, покрытый Мальтийскою короною. В нижней, лазоревой, части литера "G" | Неизвестен                                                                               |             | Прямоугольное полотнище белого цвета с отношением длины к ширине 3:2. На белом поле, в центре, изображён герб города Гатчины. Габаритная ширина герба на флаге города Гатчины должна составлять 5/12 от длины полотнища. Обратная сторона флага является зеркальным отображением его лицевой стороны |                  |

| Коммунар                        | Коммунар                                                                                              | Коммунар                        | Коммунар    | Коммунар | Коммунар        |
| ------------------------------- | --- | ------------------------------- | ----------- | --- | --------------- |
| Герб                            | Герб                                                                                                  | Герб                            | Флаг        | Флаг | Флаг            |
| Изображение                     | Описание                                                                                              | Дата принятия                   | Изображение | Описание | Дата принятия   |
|                                 | В червлёном поле с лазоревой волнистой окантованной серебром главой три серебряных камня (два и один) | 30 мая 2002                     |             | Прямоугольное полотнище красного цвета с отношением высоты к длине 2:3, с синей вертикальной волнистой полосой у древка, отделенной от основного цвета полотнища тонкой вертикальной волнистой белой полосой. На красной части полотнища три белых геральдических «камня» (два вверху, один внизу по центру) | 5 сентября 2002 |
| Принявший орган                 | В червлёном поле с лазоревой волнистой окантованной серебром главой три серебряных камня (два и один) | Принявший орган                 |             | Прямоугольное полотнище красного цвета с отношением высоты к длине 2:3, с синей вертикальной волнистой полосой у древка, отделенной от основного цвета полотнища тонкой вертикальной волнистой белой полосой. На красной части полотнища три белых геральдических «камня» (два вверху, один внизу по центру) |                 |
| Глава города Коммунар           | В червлёном поле с лазоревой волнистой окантованной серебром главой три серебряных камня (два и один) | Глава города Коммунар           |             | Прямоугольное полотнище красного цвета с отношением высоты к длине 2:3, с синей вертикальной волнистой полосой у древка, отделенной от основного цвета полотнища тонкой вертикальной волнистой белой полосой. На красной части полотнища три белых геральдических «камня» (два вверху, один внизу по центру) |                 |
| Номер в геральдическом регистре | В червлёном поле с лазоревой волнистой окантованной серебром главой три серебряных камня (два и один) | Номер в геральдическом регистре |             | Прямоугольное полотнище красного цвета с отношением высоты к длине 2:3, с синей вертикальной волнистой полосой у древка, отделенной от основного цвета полотнища тонкой вертикальной волнистой белой полосой. На красной части полотнища три белых геральдических «камня» (два вверху, один внизу по центру) |                 |
| 971                             | В червлёном поле с лазоревой волнистой окантованной серебром главой три серебряных камня (два и один) | 1062                            |             | Прямоугольное полотнище красного цвета с отношением высоты к длине 2:3, с синей вертикальной волнистой полосой у древка, отделенной от основного цвета полотнища тонкой вертикальной волнистой белой полосой. На красной части полотнища три белых геральдических «камня» (два вверху, один внизу по центру) |                 |